# Þorrablót
Þorrablót (isländskt uttal: [ˈθɔrːaplout]) är en isländsk midvinterfest, uppkallad efter månaden Þorri i den historiska isländska kalendern (som motsvarade mitten av januari till mitten av februari). Det finns teorier om att namnet Þorrablót kommer ifrån asaguden Tors namn tillsammans med ordet för blod, men det är inte säkert.
Huruvida det i förkristen tid var ett blot där djur eller trälar son offrades och om deras blod användes tills bestryka gudabilder är okänt. Men man har teoriserat att om det var blot med djur att offerdjurets kött användes till offermåltider. Om firande som beskrivs av kristna författare överdrivits står heller inte klart.
Enligt det isländska medeltida manuskriptet Flatöboken var Thorre en ättling till den mytiske kungen och jätten Fornjot. Thorre brukade varje år vid midvinter hålla ett blot som kallades Thorra-blot. 
Firandet nämns även i Islänningasagorna och har funnits sedan förkristen tid, men sättet man firar på har säkert ändrats under århundradenas gång. Under andra halvan av 1800-talet fick traditionen ett uppsving i och med nationalromantiska strömningar och Islands självstyre 1874, då den nyvunna religionsfriheten också ökade möjligheten att fira hedniska högtider offentligt. På 1860- och 1870-talet verkar drickandet ha varit det tydligaste inslaget i firandet, som hade ett sorts skämtsamt vikingatema och hölls av studentföreningar på Island men även nådde Köpenhamn. Firandet blev sedan mindre vanligt igen tills det fick ett uppsving på 1950-talet och då fick det sin nuvarande stil med traditionella rätter som rökt lamm, fårtestiklar och fermenterad haj genom att restaurangen Naust i Reykjavik lanserade ett firande av Þorri med sådan mat – þorramatur, som den då började kallas.
Nu för tiden är þorrablót vanligt både i städerna och på landet på Island och maten kan köpas färdig. Traditionen har även spritts till andra länder med islänningar som har emigrerat. Många islänningar tycker att det är kul att chocka personer från andra länder med att berätta om eller bjuda på þorramatur som något exotiskt och excentriskt.